# Sophie Bradley
Sophie Elizabeth Bradley-Auckland (* 20. Oktober 1989 in Nottingham) ist eine englische ehemalige Fußballspielerin. Die Abwehrspielerin steht beim Zweitligisten Sheffield United unter Vertrag, spielte 2010 erstmals für die englische Nationalmannschaft und nahm mit dem Team GB an den Olympischen Spielen 2012 teil.

## Karriere

### Vereine
Bradley begann bei ihrem Heimatverein Nottingham Forest Ladies und wechselte 2006 zu den Leeds United Ladies, mit denen sie 2010 den FA Women’s Premier League Cup gewann. Anschließend wechselte sie zu den Lincoln Ladies FC. Zur Saison 2014 wechselte der Verein Namen und Standort und bestritt seine Heimspiele nun in Nottingham als Notts County. Die Saison 2015 verpasste sie komplett aufgrund einer Knieverletzung. 2016 kam sie dann nur auf vier Einsätze und wechselte zur Saison 2017/18 zum Zweitligisten Doncaster Belles. Sie half mit, dass der Verein die Zweitligameisterschaft gewann, aber statt den damit gewonnenen Platz in der ersten Liga einzunehmen, ließ sich der Verein aus finanziellen Gründen in die dritte Liga zurückstufen. Bradley wechselte daraufhin zum Erstligisten Liverpool FC Women. Sie kam in allen 20 Ligaspielen zum Einsatz und verpasste als Kapitänin keine Minute, konnte mit dem Verein aber nur den achten Platz erreichen. In der wegen der COVID-19-Pandemie vorzeitig abgebrochenen Saison 2019/20 lag Liverpool beim Abbruch auf dem letzten Platz und musste in die zweite Liga absteigen. Nach einem Jahr COVID-19-bedingter Pause, wechselte Bradley zur Saison 2021/22 zu Sheffield United.

### Nationalmannschaften
Bradley spielte in der englischen U-19-Mannschaft, deren Kapitänin sie war. Im August 2010 debütierte Bradley in der englischen Nationalmannschaft bei einem Spiel gegen Österreich. Die WM 2011 ist für sie die erste Turnierteilnahme. Sie wurde in allen drei Vorrundenspielen eingesetzt und erreichte mit England das Viertelfinale der WM. Dabei wurde sie in den ersten beiden Spielen jeweils kurz vor Schluss eingewechselt, im für das Weiterkommen entscheidenden Spiel gegen Japan stand sie in der Startelf.
2012 stand sie im Team GB, das an den Olympischen Spielen in London teilnahm. Sie kam in drei Spielen zum Einsatz, schied aber im Viertelfinale gegen Kanada aus.
In der Qualifikation für die Fußball-Europameisterschaft der Frauen 2013 wurde sie in sieben der acht Spiele eingesetzt und erzielte im ersten Spiel beim 2:2 in Serbien ihr erstes Länderspieltor. Bei der EM wurde sie nur im letzten Gruppenspiel, das mit 0:3 gegen Frankreich verloren wurde eingesetzt.
Aufgrund ihrer Knieverletzung verpasste sie die WM 2015. In der Qualifikation hatte sie noch drei Einsätze gehabt. Das Qualifikationsspiel am 14. Juni 2014 gegen Belarus ist somit ihr letztes Länderspiel.

## Erfolge
- League Cup Winner 2010
- Zypern-Cup Siegerin 2013
- Zweitligameisterschaft 2017/18

## Auszeichnungen
- Liverpool Players’ Player of the Year 2018/19[7]